# Lindir
Lindir (traducido del sindarin como «cantante» ) es un personaje ficticio perteneciente al legendarium del escritor J. R. R. Tolkien. Se trata de un Elfo de Rivendel (Imladris) de la Tercera Edad de orígenes desconocidos.

## Historia
Lindir solía escuchar las lecturas de poesía de Bilbo Bolsón en la casa de Elrond. Después de que Bilbo terminara de recitar la Canción de Eärendil, es Lindir quién pide a Bilbo que la vuelva a cantar, ya que dio a entender que él no podía decir qué partes escribió Aragorn y qué partes fueron escritas por Bilbo. 
Él pudo haber sido un juglar o un músico, o simplemente un sirviente de la casa de Elrond.

## Cine
Lindir es interpretado por el actor neozelandés Bret Mckenzie en las adaptaciones de Peter Jackson, El Señor de los Anillos y Hobbit.
- Datos: Q11162492